# Saint-Vallier, Charente
Saint-Vallier är en kommun i departementet Charente i regionen Nouvelle-Aquitaine i västra Frankrike. Kommunen ligger  i kantonen Brossac som ligger i arrondissementet Cognac. År 2022 hade Saint-Vallier 138 invånare.

## Befolkningsutveckling
Referens:INSEE